# Kastanjeta
Kastanjete (iz šp. castanes = kostanj) je ritmični glasbeni inštrument, izdelan iz trdega lesa (npr. palisandra). Sestavljena je iz dveh ploščic školjkaste oblike, povezane z vrvico. Glasbenik jih drži v roki in z medsebojnim udarjanjem ploščic proizvaja značilni zvok. Najbolj pogosto jih slišimo v španski tracionalni glasbi (npr. ples flamenko).